# Johann Hahnenkamm
Johann Hahnenkamm (také uváděn jako Jan, 28. leden 1819 Plzeň – 14. listopadu 1857 Plzeň) byl český podnikatel rakouského původu, provozovatel povoznictví a pohostinství v Plzni, ve své době jeden z nejbohatších obyvatel města. Byl tchánem průmyslníka Emila Škody, sňatku své dcery Hermíny Hahnenkammové se Škodou se však nedožil.

## Život

### Mládí
Pocházel ze staré rakouské rodiny, která do Plzně přišla z Tirol (v Alpách existuje stejnojmenná hora). Johannův otec v Plzni od roku 1832 provozoval povoznictví, tedy dopravní společnost osob a materiálu. Ve 40. letech 19. století zakoupila rodina Dům u Zlatého lva v Říšské ulici (Prešovská., č.p. 5) nedaleko náměstí, kde provozovali hostinec a byla zde též stáj pro 36 koní. Měli též právo várečné.

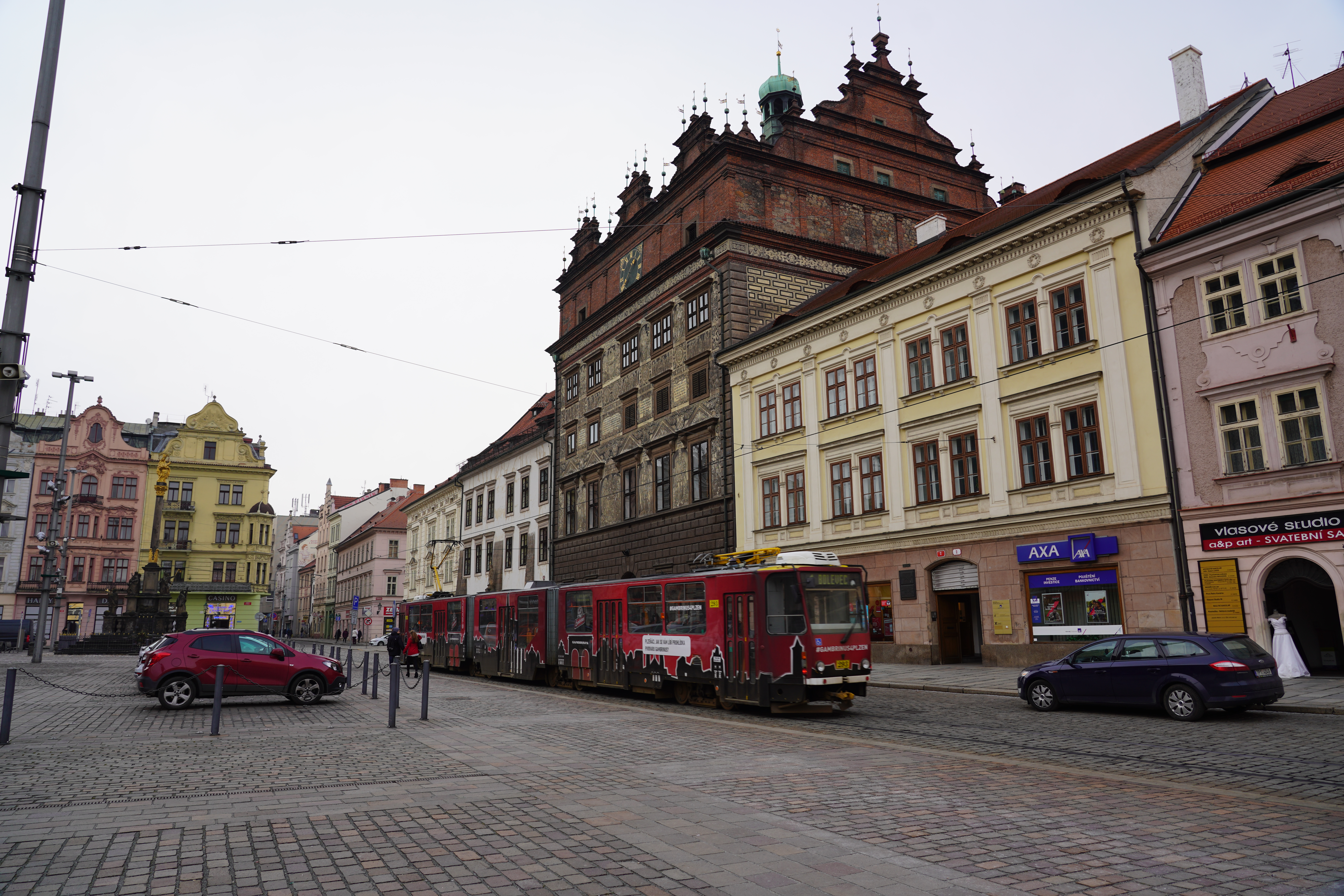
Dům u Bílé růže (č.p. 2) na náměstí, napravo od radnice

Johann Hahnenkamm se oženil s Marií Mirwaldovou. Zavedl pravidelné dostavníkové spojení Plzně s Prahou, později Plzně a Klatov. Dostavníkovou stanicí byl hostinec U Prince Ferdinanda na okraji parku vzniklého po zboření městských hradeb (pozdější hotel Waldek/Slovan). Hahnenkamm postavil a provozoval také cihelnu v Doudlevcích na okraji města. Získané prostředky, zejména formanskou činností, mu umožnily zakoupit reprezentační Dům u Bílé růže (č.p. 2) na náměstí, hned vedle městské radnice, kde byl otevřen hostinec. Vlastnil též další nemovitosti, byl spoluzakladatelem městských lázní na Lochotíně.

### Úmrtí
Johann Hahnenkamm zemřel 14. listopadu roku 1857 ve věku 38 let na srdeční zástavu v domě č. 212. 16. listopadu byl pohřben do rodinného hrobu na Mikulášském hřbitově v Plzni, na výstavním místě jen pár metrů od hřbitovního kostela sv. Mikuláše.

### Po smrti
Jeho manželka Marie převzala rodinnou společnost. Po zprovoznění trati mezi Prahou a Bavorskem společností České západní dráhy (BWB) v letech 1861–1862 se Hahnenkammové pokusili využít prvotní nedůvěře veřejnosti k železnici a rozšířili povoznictví. Strategie ovšem nebyla úspěšná a Marie prodala majetek povoznictví roku 1863.
Rodina i přes neúspěchy stále oplývala dostatkem peněz: roku 1866 nechala Marie Hahnenkammová dle návrhu architekta Moritze Hinträgera vystavět dům na křižovatce později známé jako U Práce (Klatovská třída a Tylova ulice). V roce 1871 byl uzavřen sňatek mezi Emilem Škodou a Hermínou Hahnenkammovou, dcerou Johanna Hahnenkamma. Škoda pomohl vzchopit rodinný podnik a zároveň použil peníze z věna k investicí do Škodových závodů, které díky tomu mohl modernizovat a začít svou veleúspěšnou éru.